# 香西長信
香西 長信（こうざい ながのぶ）は、戦国時代から安土桃山時代にかけての武将。

## 出自
香西氏は讃岐国の国人。応仁元年（1467年）から始まった応仁の乱では、当主の香西元資が東軍の総大将・細川勝元の内衆として活躍し、「細川四天王」と呼ばれた。元資の長男・元直は常に京都にあって勝元を補佐した為、讃岐の領地は元直の弟・香西元綱が相続し、香西氏は元直系の上香西氏、元綱系の下香西氏に別れた。香西越後守は丹波国を拠点に三好政長・政勝父子と共に畿内の各地で三好長慶と戦った香西元成の通称であったが、永禄3年（1560年）、山城国炭山城で元成は討死した。香西越後守長信はその跡を継いだと思われるがはっきりとしない。

## 生涯
元亀元年（1570年）、香西長信と三好政勝は三好政権の傘下にあり、元亀元年（1570年）に織田信長が三好三人衆を攻めた野田・福島の戦いでは三人衆方として参戦した。しかし、2人は織田軍に内応しており、城中に織田軍を引き入れる謀略をすすめていたが、城中の警固は思いのほか厳しく断念し、8月28日に両名は城を脱出して天王寺の織田軍へ走った｡その後、9月12日夜半に石山本願寺が織田軍を襲撃、9月23日に織田軍が山城国に向けて撤退を開始、9月27日には篠原長房が率いる阿波国・讃岐の軍勢が兵庫浦に上陸している。
織田方についた政勝は元亀3年（1572年）の松永久秀と細川昭元の抗争において松永方に属しており、信長が庇護していた昭元を攻めている。また、長信も三好方に復帰しており、天正3年（1575年）4月8日、信長が三好康長の籠る高屋城を攻めると、十河一行と共に新堀城の守将として織田軍と戦った。しかし、新堀城は4月19日に落城し十河一行は討死、長信は生け捕りにされ斬首された（高屋城の戦い）。